# Phytomyza pastinacae
Phytomyza pastinacae is een vliegensoort uit de familie van de mineervliegen (Agromyzidae). De wetenschappelijke naam van de soort is voor het eerst geldig gepubliceerd in 1923 door Hendel.

## Vergelijkbare soorten
Lange tijd dacht men dat Phytomyza pastinacae een synoniem was vas Phytomyza spondylii. Griffiths ontdekte echter kleine maar constante verschillen in de mannelijke genitaliën. Beide soorten komen voor op zowel berenklauw als pastinaak, en er zijn vooralsnog geen verschillen te ontdekken bij larven, puparia of mijnen.